# Куарти, Эудженио
Эудженио Куарти (итал. Eugenio Quarti; 28 марта 1867, Вилла-д’Альме, Ломбардия — 4 февраля 1929, Милан) — итальянский мастер-мебельщик стиля либерти, которого называют «ювелиром среди мебельщиков».

## Жизнь и творчество
Эудженио Куарти родился в Вилла д’Альме, небольшой деревне в провинции Бергамо, в семье ремесленников-краснодеревщиков. В 1881 году в возрасте четырнадцати лет он отправился в Париж, где начал изучать новые технологии в производстве мебели. В 1886 году вернулся в Италию и поселился в Милане, некоторое время работал вместе с Карло Бугатти, а затем открыл собственную мастерскую на улице Доницетти.
Его мебель, в основном из чёрного или орехового дерева с инкрустациями серебром, медью, оловом и перламутром, близка по стилю более знаменитым образцам мебели Бугатти, но имеет и собственные достоинства.
Уже на первой выставке мастера в Турине 1898 года, а затем на Всемирной выставке в Париже в 1900 году, на которой он получил «Большой приз», проявились черты его индивидуального стиля. Его произведения имели успех на первой Международной выставке современного декоративного искусства (l’Esposizione internazionale d’arte decorativa moderna) в Турине в 1902 году, а в Милане в 1906 году он получил «Большую королевскую награду» и «Диплом золотой медали».
В оформлении интерьера Эудженио Куарти работал с многими архитекторами своего времени, такими как Джузеппе Соммаруга, Луиджи Броджи, Альфредо Кампанини и художниками декоративно-прикладного искусства своего времени, в том числе Алессандро Маццукотелли.
Эудженио Куарти работал декоратором частных и общественных зданий. Именно он спроектировал обстановку для Палаццо Кастильони в Милане, Виллы Карозио в Бавено, Гранд-отеля и казино в Сан-Пеллегрино-Терме, отеля «Hungaria Palace» на Венецианском Лидо. Одной из его самых значительных работ была обстановка «Caffè Camparino», ныне известного как «Bar Zucca», расположенного у входа в галерею Витторио Эммануэле II в Милане.
Куарти возглавлял деревообрабатывающую школу-мастерскую Благотворительной организации «Umanitaria» в Милане. В 1907 году мастер был награждён «Орденом за трудовые заслуги».
Образцы его мебели экспонируются в различных музеях мира, в том числе в Музее декоративно-прикладного искусства Кастелло Сфорцеско в Милане, Музее Орсе в Париже. После смерти мастера в 1929 году его сын Марио Куарти (1901—1974) наследовал дело отца и через тридцать лет создал большое предприятие: «Мебельное искусство Куарти» (Quarti — mobili d’arte), расположенное на Виа Палермо, в котором было занято около 200 рабочих.

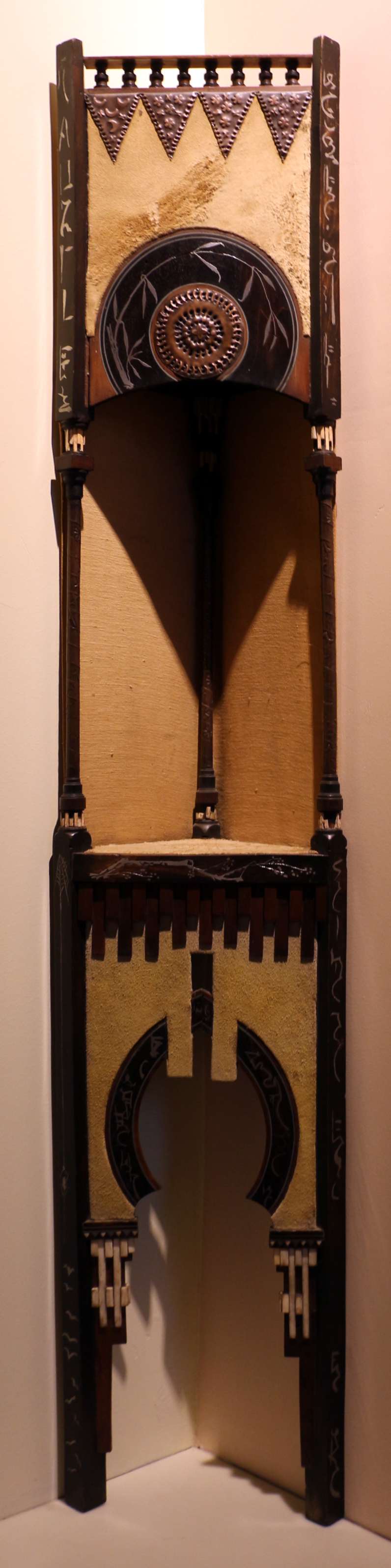
Угловая конструкция. 1888
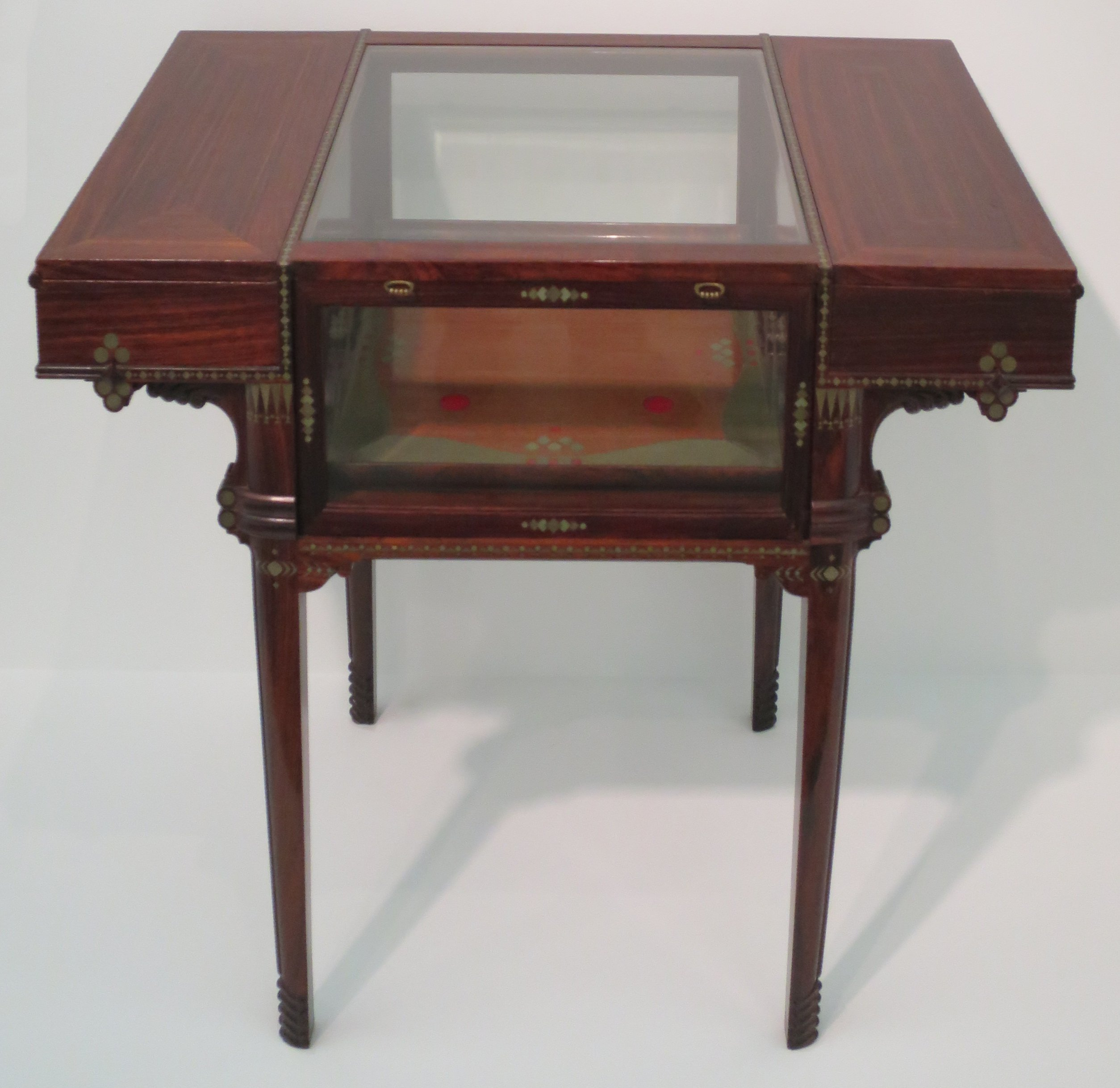
Чайный столик. 1914—1915
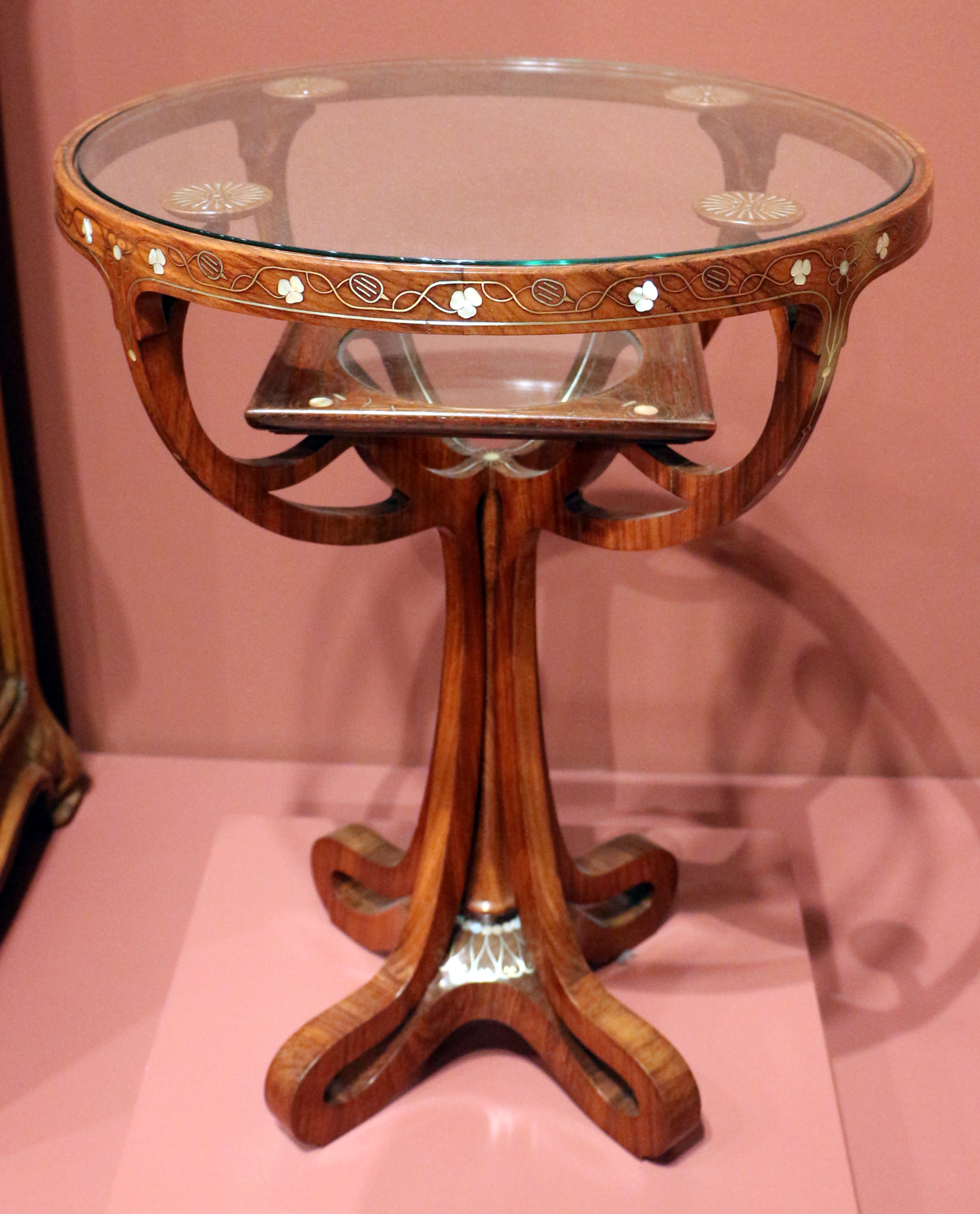
Стол с квадрифолием (квадратной полкой). Ок. 1900 г.